# Robert Tomasulo
Robert Tomasulo (* 31. Oktober 1934; † 3. April 2008) war ein US-amerikanischer Computeringenieur.
Tomasulo studierte am Manhattan College und kam 1956 zu IBM Research. Nach rund 10 Jahren wechselte er in die Entwicklungsabteilung von Mainframe Rechnern, zum Beispiel dem System/360 Modell 91. Er blieb 25 Jahre bis Anfang der 1980er Jahre bei IBM. Danach war er bei der Storage Technology Corporation, war Mitgründer von NetFrame in den 1980er Jahren (Server Systeme) und war Berater für Computerarchitektur bei Amdahl Consulting.
Er ist bekannt für den nach ihm benannten Algorithmus (Tomasulo-Algorithmus), den er 1967 einführte, als er bei IBM war. Er erlaubt Ausführung von Instruktionen im Prozessor außerhalb der Reihe (Out-of-order execution), z. B. wenn gewissen Befehle blockiert sind aufgrund von Datenkonflikten. Er wurde zuerst im System/360 von IBM implementiert (Floating Point Einheit in Modell 91).
Im Jahre 1997 erhielt er den Eckert-Mauchly Award für die Erfindung des Tomasulo-Algorithmus, der die Implementierung von Prozessoren mit Out-of-order Ausführung ermöglichte.